# Paradoks (tidsskrift)
Paradoks. Tidsskrift for filosofi og teori er et dansk videnskabeligt tidsskrift med fagfilosofi som udgangspunkt, der første gang blev udgivet i august 2020. Tidsskriftet adskiller sig fra andre fagfilosofiske tidsskrifter, i og med det udgives på internettet, hvor artikler og essays løbende publiceres, ligesom det rummer forskellige artikelformater, da Paradoks giver plads til ikke nødvendigvis fuldt udfoldede idéer, som udvikler den filosofiske debat og idéudvikling.
Tidsskriftet har som erklæret målsætning mindske afstanden mellem universitetets professionelle filosofi og den filosofiske debat, der finder sted uden for fra det akademiske forum. Derfor er målgruppen for tidsskriftet universitetsansatte filosoffer, uafhængige forskere og fritænkere.
Artikler, publiceret i Paradoks, peer-reviewes ikke, men indsendte bidrag kan godt sendes tilbage til skribenten med krav til rettelser eller blankt afvises. Paradoks redigeres af ni redaktører. Artiklerne udgives under Creative Commons BY-NC 4.0, der tillader alle at publicere, ændre og dele teksterne, så længe det ikke er kommercielt og forfatteren samt Paradoks krediteres.